# Municipio de Wallace (condado de Franklin)
El municipio de Wallace (en inglés: Wallace Township) es un municipio ubicado en el condado de Franklin en el estado estadounidense de Arkansas. En el año 2010 tenía una población de 323 habitantes y una densidad poblacional de 8,29 personas por km².

## Geografía
El municipio de Wallace se encuentra ubicado en las coordenadas 35°29′14″N 93°54′50″O / 35.48722, -93.91389. Según la Oficina del Censo de los Estados Unidos, el municipio tiene una superficie total de 38.98 km², de la cual 35,57 km² corresponden a tierra firme y (8,75 %) 3,41 km² es agua.

## Demografía
Según el censo de 2010, había 323 personas residiendo en el municipio de Wallace. La densidad de población era de 8,29 hab./km². De los 323 habitantes, el municipio de Wallace estaba compuesto por el 97,21 % blancos, el 0,62 % eran afroamericanos, el 1,55 % eran asiáticos, el 0,31 % eran de otras razas y el 0,31 % eran de una mezcla de razas. Del total de la población el 2,48 % eran hispanos o latinos de cualquier raza.